# Allagion
El allagion (en griego: ἀλλάγιον) fue un término militar bizantino designado a una unidad militar. Su primera aparición fue a mediados de siglo X, y para finales del XIII se había convertido en el término más utilizado para los regimientos de soldados del ejército bizantino, persistiendo hasta finales del siglo XIV.

## Origen del término
El término significa «rotación de deberes», y aparece por primera vez en la segunda mitad del siglo X como un término alternativo para un bandon de caballería, que sumaba entre 50 y 400 hombres. En los siglos X y XI, la allagia provincial tenía 50 a 150 hombres, mientras que los del ejército central imperial se aproximaban más al límite superior, con 320 a 400 hombres.